# Félix Lobligeois
Félix Lobligeois (1874-1941), vice-président du Conseil municipal de Paris, docteur en médecine, radiologue et victime de la science (effet des rayonnements ionisants).

## Biographie
Félix Lobligeois naît le 20 février 1874 à Paris 2e de Charles Lobligeois, docteur médecin, et de Marie Alexandrine Colmet-Daage (fille de Gabriel Frédéric Colmet-Daage, doyen de la faculté de droit, officier de la Légion d'Honneur).
Il se marie le 22 octobre 1902 au Bugue (Dordogne) avec Henriette Aléxis-Archambeaud. De cette union naissent à Paris deux enfants : Henri (né en 1903 à Paris 8e et mort en 1978 à Boulogne-Billancourt) et Christiane (née en 1906).
Radiologue, il est chef de service des Hôpitaux de Paris et créateur avec Antoine Béclère de la Société française de radiologie. Ses travaux sur les rayons X l'exposent comme nombre de ses confrères à une époque où l'on n'en maîtrisait pas encore tous les risques. Atteint de radiodermite, on doit d'abord lui amputer des doigts puis en 1926 le bras droit et ce sera enfin le bras gauche en 1941.
En parallèle de sa carrière médicale, son parcours politique l'amène à occuper les mandats de vice-président du Conseil municipal de Paris et de conseiller général du département de la Seine.
Il meurt le 19 octobre 1941 à Paris 17e, il réside alors au 84 boulevard des Batignolles.

## Hommages
- Il a reçu la Francisque[5].
- Il fut élevé au grade de Grand Officier de la Légion d'Honneur en août 1941[6].

- Une place porte son nom depuis 1945 dans le 17e arrondissement de Paris : la place du Docteur-Félix-Lobligeois.

- Une maison de retraite dans sa ville natale du Bugue (Dordogne) a été nommée en son honneur[3].

- Son nom est gravé sur le Mémorial de radiologie (de), qui commémore les pionniers et martyrs de la radioactivité (physiciens, chimistes, médecins, infirmiers, laborantins etc), victimes parmi les premiers utilisateurs des rayons X dans le monde entier. Le mémorial qui comportait à l'origine 159 noms a été érigé dans le jardin de l'ancien hôpital Saint-Georges (de) à Hambourg (Allemagne) et a été inauguré le 4 avril 1936[7].

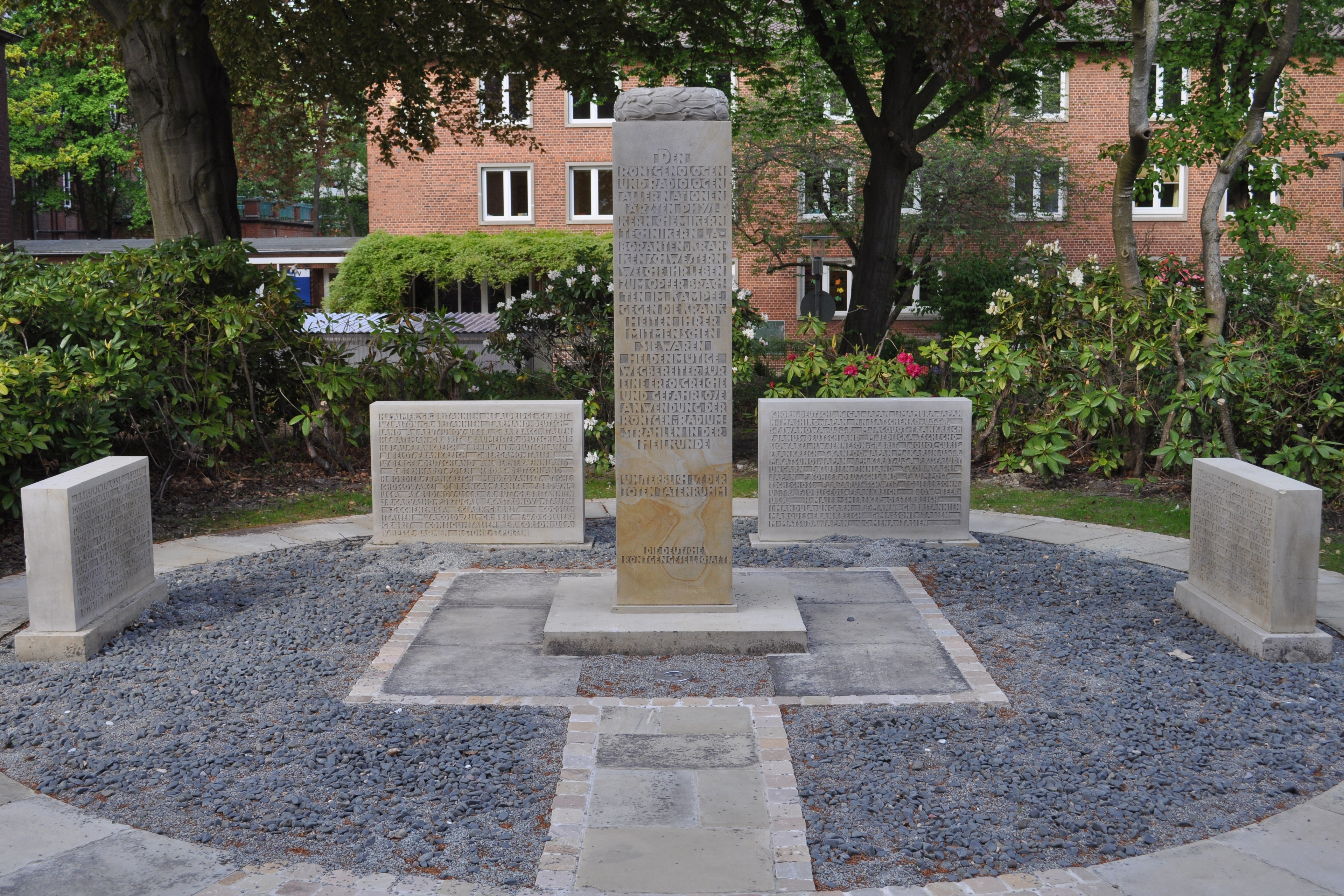
Mémorial de radiologie, Clinique Asklepios Saint-Georges à Hambourg, (Allemagne)